# 埔姜桑寄生
埔姜桑寄生（学名：Taxillus theifer）为桑寄生科鈍果桑寄生屬下的一个种。

## 扩展阅读
- 維基物種上的相關：埔姜桑寄生